# Jacques de Milly
Jacques de Milly (Francia, ... – 17 agosto 1461) è stato Gran Maestro dell'Ordine di Malta dal 1º giugno 1454 fino alla sua morte.

## Biografia
Originario della Francia come la maggior parte dei suoi predecessori, il suo periodo di governo fu sostanzialmente contraddistinto da pochi avvenimenti che lo vedono direttamente coinvolto.
Sotto di lui, continua la guerra con i mammelucchi, anche se Rodi diviene sempre più il simbolo della fortezza inespugnabile del mondo cattolico europeo, contro i ripetuti attacchi arabi.